# Eristalis intricaria
Eristalis intricaria је врста инсекта из реда двокрилаца - Diptera, која припада породици осоликих мува - Syrphidae. Српски назив ове осолике муве је чупава лебдилица.

## Опис
Eristalis intricaria је средња до велика врста осолике муве из потфамилије Eristalinae. Ова врста има дуге длаке различите боје па се описује као врста која имитира бумбара. Постоји јасан полни диморфизам. Оба пола имају жути скутелум.

## Распрострањење и станиште
Распрострањење је Палеартичко, иако одсуствује из већег дела јужне Европе. На исток се простире до Сибира. На Балкану и у Србији присутна на планинама. Врста насељава влажна станишта, ливаде, мочваре, лоше дрениране листопадне шуме, бореалне шуме, плавне ливаде, тајгу и тундру. У Србији је присутна на Фрушкој гори, Засавици и Тари. Посећују цветове биљака из фамилија Ranunculaceae, Apiaceae. 

## Биологија
Период летења је од априла до августа. Ларве живе у блату, тресету, барицама поред пута, или важном земљишту.

## Синоними
- Eristalis apiformis authors
- Eristalis furvus Verrall, 1901
- Eristalis fuscus (Harris, 1776)
- Musca fuscus Harris, 1776
- Musca intricaria Linnaeus, 1758

## Реферне
1. 1 2  „Eristalis intricaria - čupava lebdilica | Alciphron”. alciphron.habiprot.org.rs. Приступљено 2022-01-08.
2. 1 2  Veen, M. P. van (2010). Hoverflies of northwest Europe : identification keys to the Syrphidae (Second edition, tweede druk изд.). Zeist. ISBN 978-90-04-27449-5. OCLC 965799833.
3. 1 2  „Eristalis intricarius | NatureSpot”. www.naturespot.org.uk. Приступљено 2022-01-08.
4. 1 2  van., Hippa, H., Nielsen, T.R. & Steenis, J. (2001). The West Palearctic species of the genus Eristalis Latreille (Diptera:Syrphidae). Uppsala universitet, Institutionen för evolutionsbiologi. OCLC 1234961009.